# لاهوت أخلاقي كاثوليكي
اللاهوت الأخلاقي الكاثوليكي هو عقيدة رئيسية في الكنيسة الكاثوليكية، يشمل الأخلاقيات الاجتماعية في التعليم الكاثوليكية والأخلاقيات الطبية، الجنسية، ومختلف الفضيلة الأخلاقية النظرية.

## الوصف
مصادر اللاهوت الأخلاقي الكاثوليكي تشمل ما ورد في العهد القديم والعهد الجديد و في الفلسفات الأخلاقية مثل القوانين الطبيعي التي تتوافق مع مباديء المذهب الكاثوليكي.